# Río Ume
El río Ume (en sueco: Ume älv o, en lenguaje cotidiano, Umeälven) es un río europeo que discurre por el norte de Suecia y desemboca en el golfo de Botnia. Tiene una longitud de 467,4 km y drena una cuenca de 26.815 km² (mayor que países como Ruanda o Macedonia).

## Geografía

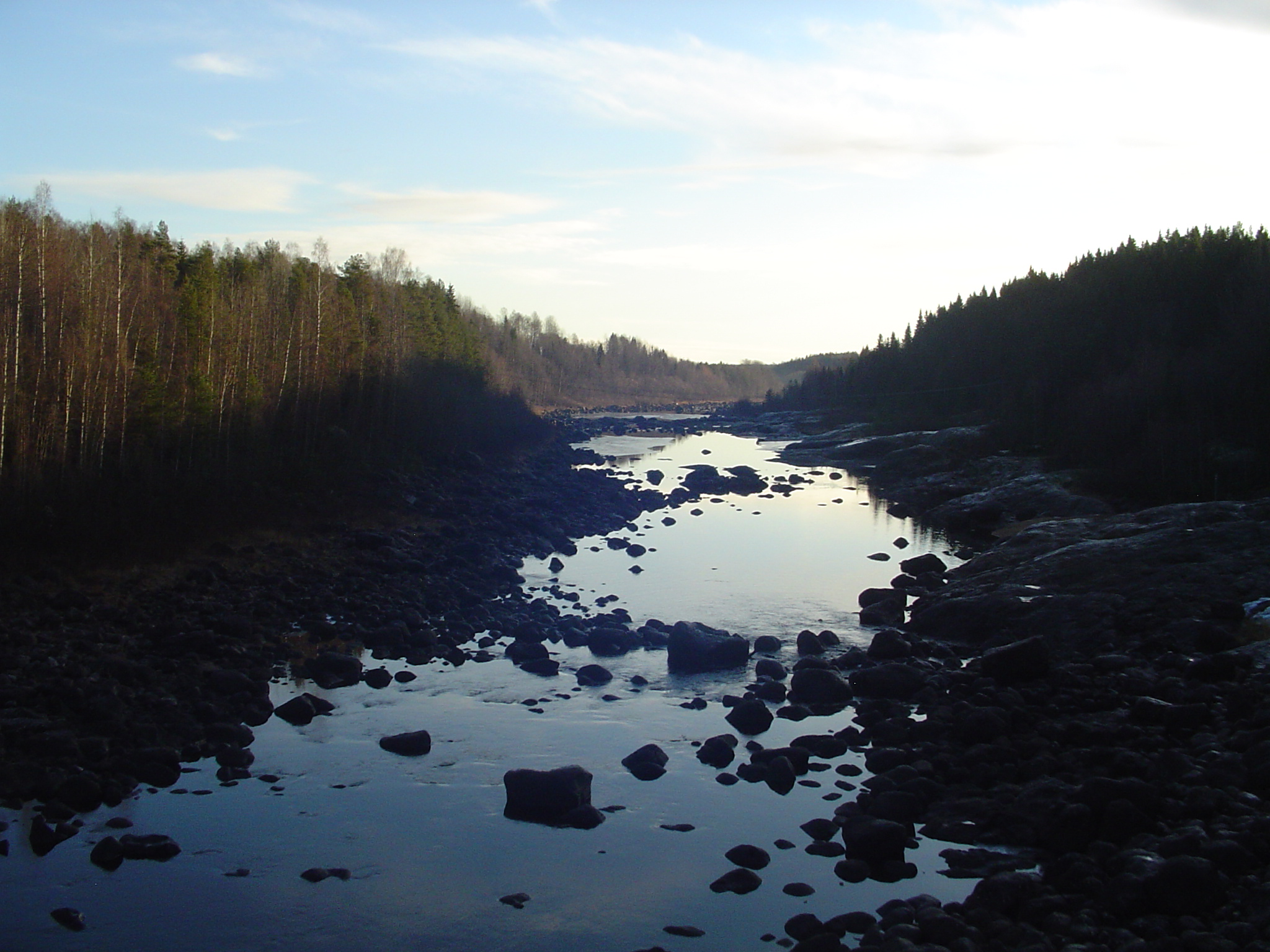
El río Ume desde el puente de Sörfors.

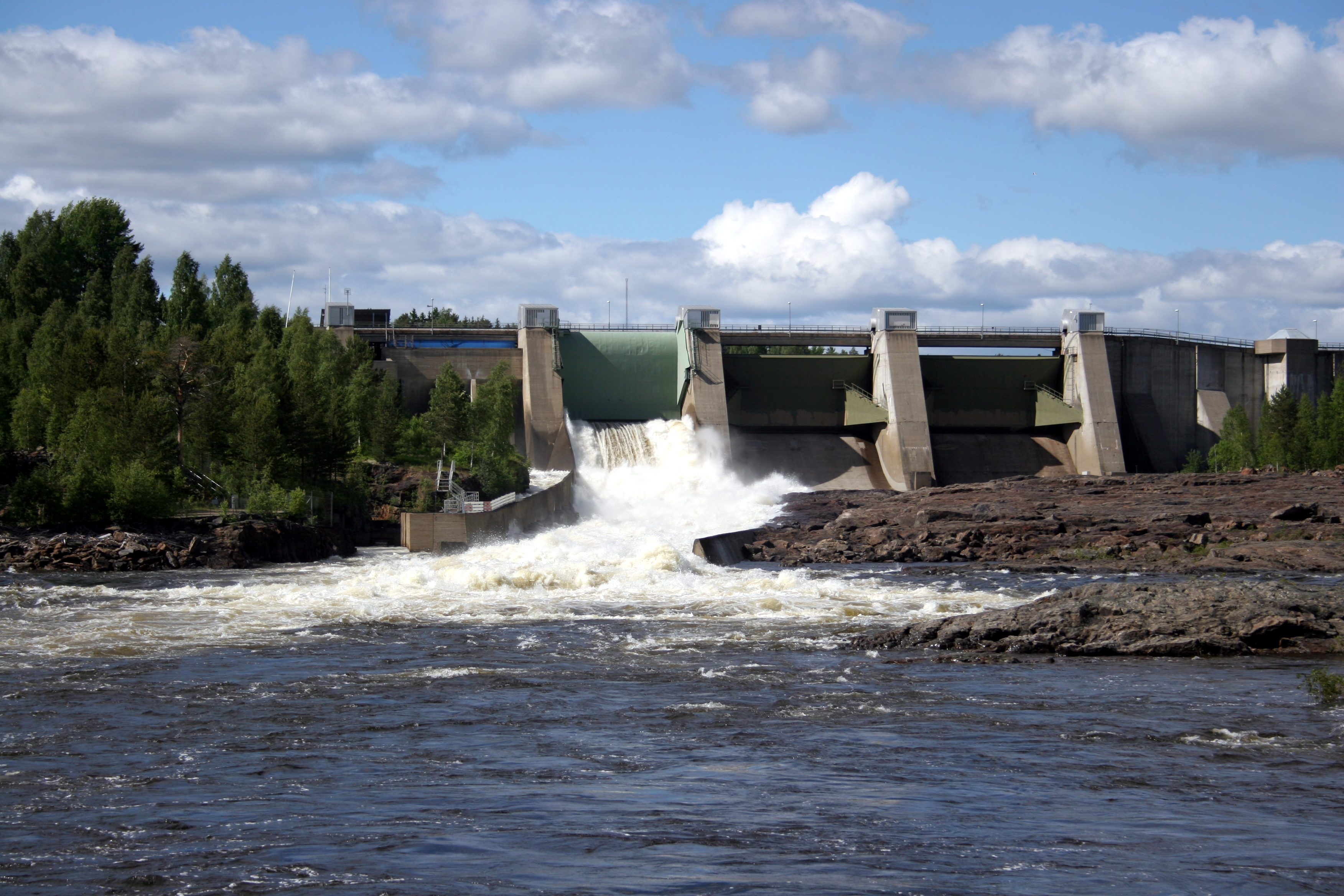
La presa de Stornorrfors.

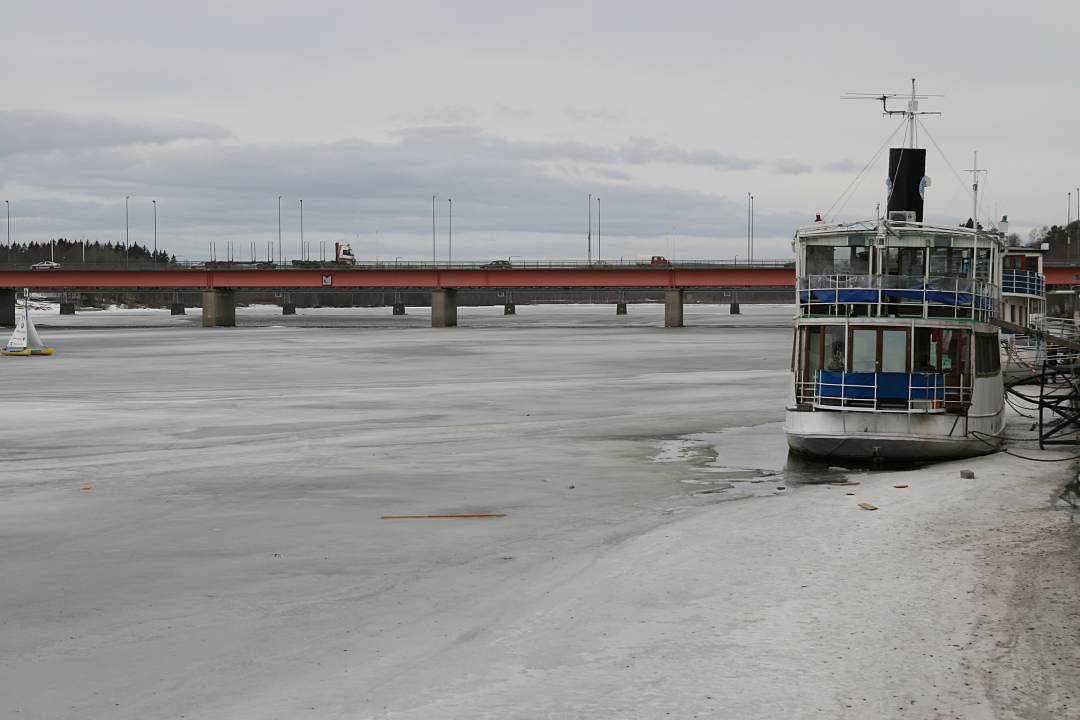
El río Ume helado en Umeå.

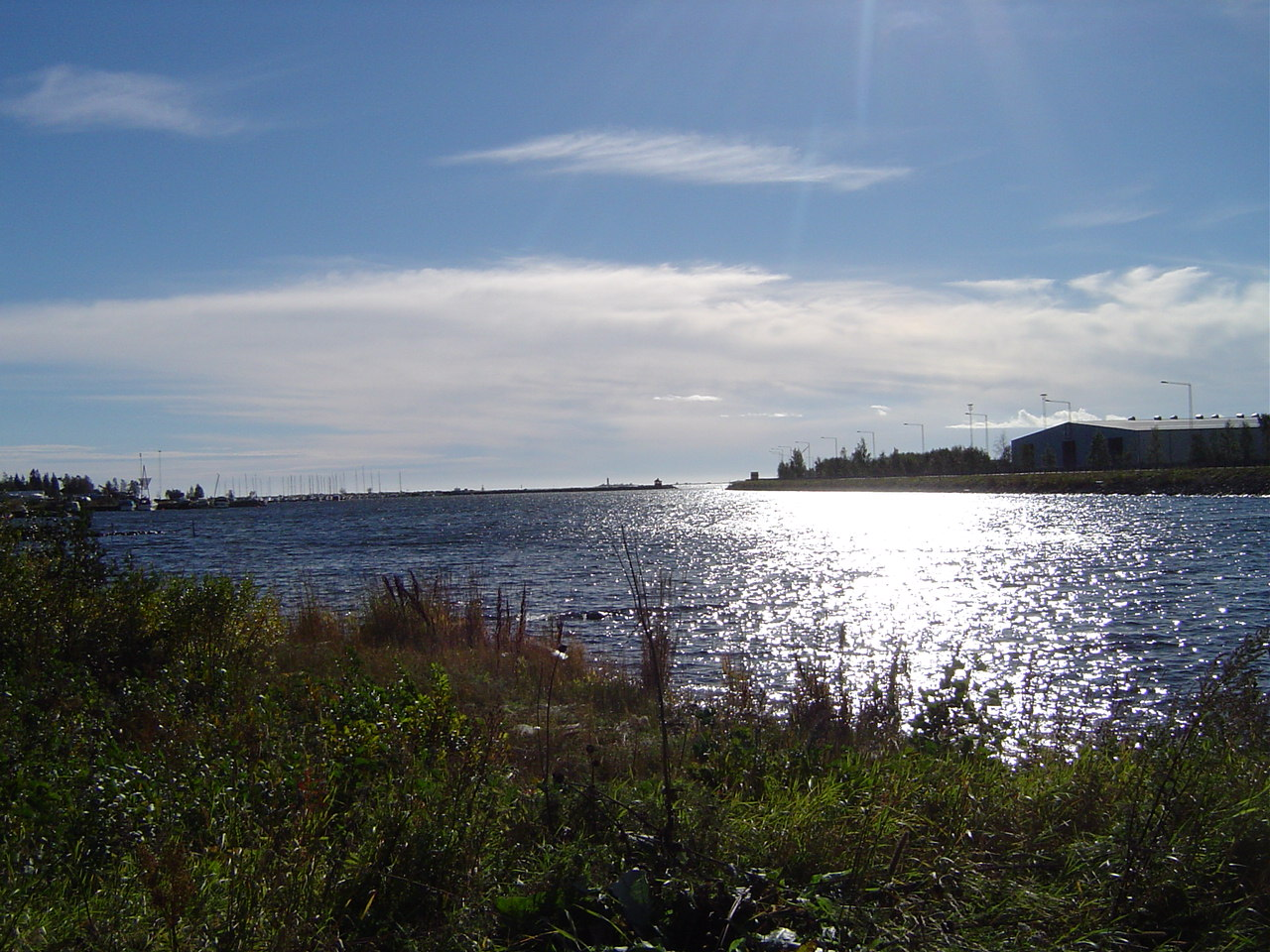
Vista de la desembocadura en Holmsund.

El río Ume nace en el lago Överuman (52,49 km², a una altitud de 525 m), en la frontera noruego-sueca (una pequeña parte del lago, 3,17 km² pertenece a Noruega), en los Alpes escandinavos, en el municipio de Storuman. Corre en dirección sureste a través de la región la Laponia sueca, por la parte central del condado de Västerbotten. Atraviesa el lago Storuman (173 km², a una altitud de 352 m) y después desagua en el golfo de Botnia, en la costa occidental sueca, en la pequeña ciudad de Holmsund (5.482 hab. en 2005), justo al lado de la ciudad de Umeå (75.645 hab. en 2005). Durante todo su recorrido es acompañado por la ruta E12, conocida también como Blå Vägen (la «ruta Azul»).
El río Ume es uno de los cuatro grandes ríos de Norrland, en el norte de Suecia, que está afectado por la construcción de centrales de energía hidroeléctrica. Es el mayor río en longitud de la provincia de Västerbotten, seguido por su principal afluente el río Vindel  (452,7 km), que desagua casi en la desembocadura en Umeå.
El delta del Ume  (un área de 8.460 ha) está protegido desde el 12 de junio de 1989 como sitio Ramsar (n.º ref. 438).